# Frédéric Pauwels
Pour les articles homonymes, voir Pauwels.
Frédéric Pauwels, né le 1er avril 1974 à Anderlecht (région de Bruxelles-Capitale), est un photojournaliste, enseignant et dessinateur de bande dessinée réaliste belge francophone.

## Biographie
Frédéric Pauwels naît le 1er avril 1974 à Anderlecht,. Il étudie la bande dessinée à l'Institut Saint-Luc de Bruxelles et la photographie à l’École de recherche graphique (ERG) à Bruxelles (1994-1998),.

### Débuts en bande dessinée
En 1998, il entre comme collaborateur au Studio Graton sur la série de bande dessinée Michel Vaillant crée par Jean Graton, principalement pour dessiner les décors. Puis, il devient l'assistant d'Éric Loutte, dessinateur de Biggles.

### Photographe de presse
Dans la presse écrite, il collabore comme photographe pour notamment : Le Matin, La Libre Belgique, Le Soir, The Bulletin, ou encore L'Écho. Il est convaincu que la photographie dénonce mieux que les mots et qu'elle peut contribuer à enrichir sa création,. Il entreprend dès lors de rendre compte des situations qui le touchent. Pendant un an, il témoigne du quotidien des sans-papiers de l'église du Béguinage. Tout en poursuivant ses activités en tant que dessinateur, il devient également photographe indépendant et collabore avec l'agence Blue Tattoo pour plusieurs magazines.
En partenariat avec Médecins du Monde et du Samu social de Bruxelles, il réalise un reportage d'un an sur le monde des SDF. Il publie un recueil de photos Une note pour chacun préfacé par José Van Dam sur la musique à l’hôpital en 2002. En parallèle, il réalise un reportage sur le quotidien de ses grands-parents et un autre sur le village de Doel, dont les habitants ont dû quitter la localité. En 2003, il s'allie avec six autres photographes pour créer Luna, une association internationale de photographes,. Il pose un regard sur la fin deschamps de courses en Belgique au travers du quotidien de deux jeunes jockeys en 2004. La même année, il commence un travail de mémoire en photographiant les derniers témoins du débarquement de Normandie et de la bataille des Ardennes pendant la Seconde Guerre mondiale. C'est grâce à un reportage sur la vie d'un quartier bruxellois lié à la prostitution de 2005, qu'il devient collaborateur rédactionnel du Le Vif/L'Express et part sur le terrain avec Gaël Turine. Il sort, en collaboration avec Jeanouche Zafinerios et le photographe Christophe Smets, un livre de portraits d'immigrés en Belgique intitulé : D'ici et d'ailleurs en 2006 et pour une exposition itinérante qui démarre dans les jardins du Botanique à Bruxelles. Le même duo entame aussi un travail pluriannuel sur les courses cyclistes en Belgique axé sur les femmes. En 2007, il parcourt la Belgique au service de la rédaction du Vif-L'Express et réalise des reportages sur les sosies de Johnny Hallyday, les apprentis pompiers, les élections des miss, la police de La Louvière, les enterrements des indigents et sur de équipes féminines de la nage synchronisée. En septembre, il rejoint le corps professoral de l'atelier Contraste en donnant des cours du soir comme professeur numérique,. En 2008, il revient à ses premières thématiques : les sans-papiers et le village de Doel. Il forme un duo avec une photographe flamande à la demande de Culture et Démocratie. Ils exposent ensemble aux serres royales de Laeken. Il est nommé pour le prix Dexia de la presse et est lauréat du 16e prix national Photographie ouverte avec le Prix du Patrimoine / Amis de l’UNESCO en 2010,.

### Avec le collectif Huma
En 2011, il cofonde avec le collectif Huma avec Virginie Nguyen Hoang et Gaëtan Nerincx dont la vision se pose sur la vocation, l’engagement et les valeurs humaines. Il fonde son école de photographie : l’atelier Obscura dans laquelle il enseigne également en avril 2012. À l'occasion du bicentenaire de la bataille de Waterloo, il expose, avec Olivier Papegnies du collectif Huma, des portraits de reconstituants en plein air à Braine-l'Alleud et Waterloo en 2015,,. Il est soutenu par une bourse de 5 000 € du fonds pour le journalisme pour son enquête Mourir demain… Mourir autrement diffusée sur Le Vif/L'Express, Rendez-vous photos et 24h01. Il reçoit le prix du journalisme 2018 catégorie « photographie de presse », décerné par le Parlement de la Fédération Wallonie–Bruxelles pour sa photo Le Rendez-vous : sexe et handicap en 2019. Le prix est doté d'un montant de 2 500 €. Pour ce même travail, il est nommé pour le prix Belfius de la presse écrite avec la journaliste Élisabeth Debourse avec Débat d’ébats. Au sein du collectif Huma, il partage le prix Coup de cœur du jury du prix Belfius 2020 dans la catégorie francophone pour What the Foot?!, projet qui explore le rapport des femmes au football comme vecteur d'autonomisation, de développement personnel et d'égalité, à travers une série de reportages dans le monde.

## Analyse
Selon la journaliste Gilda Benjamin d'Alter Échos, Frédéric Pauwels a « toujours placé l’humain au centre de son œuvre. »

## Œuvre

### Publications

#### Ouvrages
- Une note pour chacun, Frédéric Pauwels photographe, préface José van Dam - [n.p] : ill. ; 22 × 30 cm.
- Stéphane Lambert (préf. Marge Vandendries, photogr. Frédéric Pauwels, Erwin Borms), Les Rencontres du mercredi, Bruxelles, Ancre rouge, coll. « Compas » (no 1), 1999, 368 p., ill.; 24 cm (ISBN 2-930192-12-7)
- Jeanouche Zafirenios (photogr. Frédéric Pauwels, Christophe Smets), D'ici et d'ailleurs, Charleroi ; Liège, Couleur livres ; La boîte à images, 30 mai 2006, 139 p., ill.; 28 cm (ISBN 2-87003-444-X)
- Elie Barnavi (dir.) et al. (photogr. Frédéric Pauwels, Patrick Hilgers, Michel Staes), Bastogne War Museum : guide du visiteur, Bruxelles, Tempora, 2016, 152 p., ill.; 26 cm (ISBN 978-2-9600658-4-8)
- Xavier Deflorenne (préf. Sylvie Marique, photogr. Frédéric Pauwels, Olivier Gilgean), Par-delà ces regards : portraits de fossoyeurs (photographies), Namur, SPW / Ediwall, 2022, 368 p., ill.; 24 cm (ISBN 9782805604454)
- (fr + en) Frédéric Pauwels (préf. Stéphane Renard), La Division oubliée[16] | The forgotten division : 17th Airborne 1945, s.l., 17th Airborne, s.d., 96 p., ill.; 23 cmlivre photos sur la 17e division aéroportée.

#### Albums de bande dessinée

##### SérieMichel Vaillant
Il assiste graphiquement Jean Graton sur les tomes 62 à 65 et 67 de la série.
- 62. Le $pon$or, Graton éditeur, Bruxelles, janvier 1999
Scénario : Philippe Graton - Dessin : Jean Graton - Couleurs : Véronique Grobet, Yvan Paduart -  (ISBN 2-87098-043-4),Jean Graton est assisté de Guillaume Lopez, Christian Papazoglakis et Frédéric Pauwels.
- 63. Opération Mirage, Graton éditeur, Bruxelles, novembre 2001
Scénario : Philippe Graton - Dessin : Jean Graton - Couleurs : Usagi -  (ISBN 2-87098-050-7),Guillaume Lopez, Christian Papazoglakis, Daniel Bouchez et Frédéric Pauwels.
- 64. Opération Mirage, Graton éditeur, Bruxelles, novembre 2001
Scénario : Philippe Graton - Dessin : Jean Graton - Couleurs : Usagi -  (ISBN 2-87098-050-7),Jean Graton est assisté de Christian Papazoglakis et Frédéric Pauwels.
- 65. L'Épreuve, Graton éditeur, Bruxelles, octobre 2003
Scénario : Philippe Graton - Dessin : Jean Graton - Couleurs : Multiconcepts Production -  (ISBN 2-87098-050-7),Jean Graton est assisté de Guillaume Lopez, Christian Papazoglakis et Frédéric Pauwels.
- 67. Pour David, Graton éditeur, Bruxelles, mai 2004
Scénario : Philippe Graton - Dessin : Jean Graton - Couleurs : Multiconcepts Production -  (ISBN 2-87098-072-8),Jean Graton est assisté de Christian Papazoglakis, Robert Paquet, Frédéric Pauwels et Nedzad Kamenica.

##### SérieDossiers Michel Vaillant
Dans la série Dossiers Michel Vaillant, il assite Jean Graton sur les tomes 5 et 6.
- 5. Coluche - C'est l'exploit d'un mec..., Graton éditeur, Bruxelles, avril 1999
Scénario : Philippe Graton, Éric Courly, Bruno Gillet - Dessin : Jean Graton - Couleurs : Frank Brichau, Véronique  Grobet -  (ISBN 2-87098-039-6),Jean Graton est assisté de Christian Papazoglakis et Frédéric Pauwels.
- 6. Ayrton Senna, Le feu sacré, Graton éditeur, Bruxelles, septembre 2002
Scénario : Philippe Graton, Lionel Froissart - Dessin : Jean Graton - Couleurs : Usagi -  (ISBN 2-87098-051-5),Jean Graton est assisté de Guillaume Lopez, Christian Papazoglakis et Frédéric Pauwels.

##### SérieBiggles
Dans la série Biggles, il assiste avec Éric Loutte sur le t. 20 dans la réaallisation des décors.
- 20. Feu sur la Provence 2, Le Lombard, Bruxelles, août 2004
Scénario : Michel Oleffe - Dessin : Éric Loutte - Couleurs : Bertrand Denoulet -  (ISBN 2-8036-1910-5) — Décors : Frédéric Pauwels, Daniel Bay.

#### En revues et journaux
- Frédéric Pauwels, « Sexe et handicap, le sujet reste tabou : Reportage : La sexualité des personnes handicapées en belgique reste un sujet tabou », Le Courrier,‎ 23 juillet 2019 (lire en ligne, consulté le 2 juin 2025).

### Expositions

#### Expositions personnelles
- Prostitution, passez derrière le rideau..., La Fonderie, Molenbeek-Saint-Jean du 23 février au 7 avril 2012[19]
- L’Envers du décor[15], Musée de la photographie à Charleroi du 18 mai au 22 septembre 2013.
- Par-delà ces regards, portraits de fossoyeurs, en duo avec Olivier Gilgean, centre culturel de Ciney du 19 octobre au 11 novembre 2024, exposition itinérante du Service public de Wallonie[20].

#### Expositions collectives
- Je suis humain[21], avec le collectif Huma, La Fonderie, Molenbeek-Saint-Jean en juillet 2017
- avec le collectif Huma, Musée de la photographie à Charleroi du 29 mai au 11 septembre 2021[22].
- Et nos morts ? à la Maison de la photographie Robert-Doisneau, Gentilly du 22 septembre 2023 au 18 mai 2024[23],[24].

### Prix et distinctions
- 2010 : prix du patrimoine / Amis de l’UNESCO  décerné lors du 16e prix national Photographie ouverte[5],[6] ;
- 2017 : 17e prix national Photographie ouverte[25] ;
- 2018 : prix du journalisme catégorie « photographie de presse » pour la photo Le Rendez-vous : sexe et handicap publiée dans 24h01, décerné par le Parlement de la Fédération Wallonie–Bruxelles[26],[5] ;
- 2020 : prix Coup de cœur du jury du prix Belfius 2020 dans la catégorie francophone pour What the Foot?!, partagé avec les membres du collectif Huma[14].

#### Livres
: document utilisé comme source pour la rédaction de cet article.
- Le 9e Rêve no 6, Bruxelles, Institut Saint-Luc de Bruxelles, École de recherche graphique, 2006, 144 p. (présentation en ligne), p. 64. .

### Émissions de radio
- Frédéric Pauwels - Regards, émission Rencontre avec un photographe - Frédéric Pauwels sur Euradio, (18 min 12 s), 30 novembre 2020.

### Émissions de télévision
- Braine-l'Alleud : Expo photo en plein air, reportage de Thibault van Raemdonck sur TV Com (2 min 7 s), 6 mai 2015.
- Exposition inédite au Moulin d'Arenberg "Par-delà ces regards : portraits de fossoyeurs", reportage de Thibault van Raemdonck sur TV Com (3 min 44 s), 21 janvier 2025.

### Vidéographie
- [vidéo] « Six pieds sous terre de F. Pauwels vu par Vincent Leloup de RendezVous Photos », sur YouTube, 6 juillet 2017